# Mohyla (Jakub Deml)
Mohyla je jednou z próz Jakuba Demla, řazená do tzv. tasovského triptychu. Vyšla v roce 1926, kdy byl Deml již natrvalo usazen v rodné obci Tasov. Právě jeho pobyt v Tasově se do díla značně promítá, a to zejména v četných popisech tasovské krajiny. Hlavním tématem knihy je pojednání o Demlově rodu a jeho postupném budování. Kniha tedy může ve čtenáři vyvolat pocit, jako by si prohlížel rodinné album, ve kterém může sledovat úděly jednotlivých rodinných příslušníků. Na pozadí se pak vyjevuje podrobná reference o tasovské krajině, jejích obyvatelích, zvycích i nářečí. 
Kniha není psaná chronologicky, Deml v ní nechává splynout minulost a přítomnost v jedno. Tímto splynutím různých časových rovin se Deml snažil objasnit podstatu svého bytí jako takového, které je podle něj determinováno příběhy předků. 
Název díla odkazuje k smrti. Tu ale Deml v díle nevnímá jako naprostý konec, ale naopak v ní spatřuje cestu k věčnému životu. Toto pojetí smrti samozřejmě souvisí s katolickou orientací autora.

## Děj

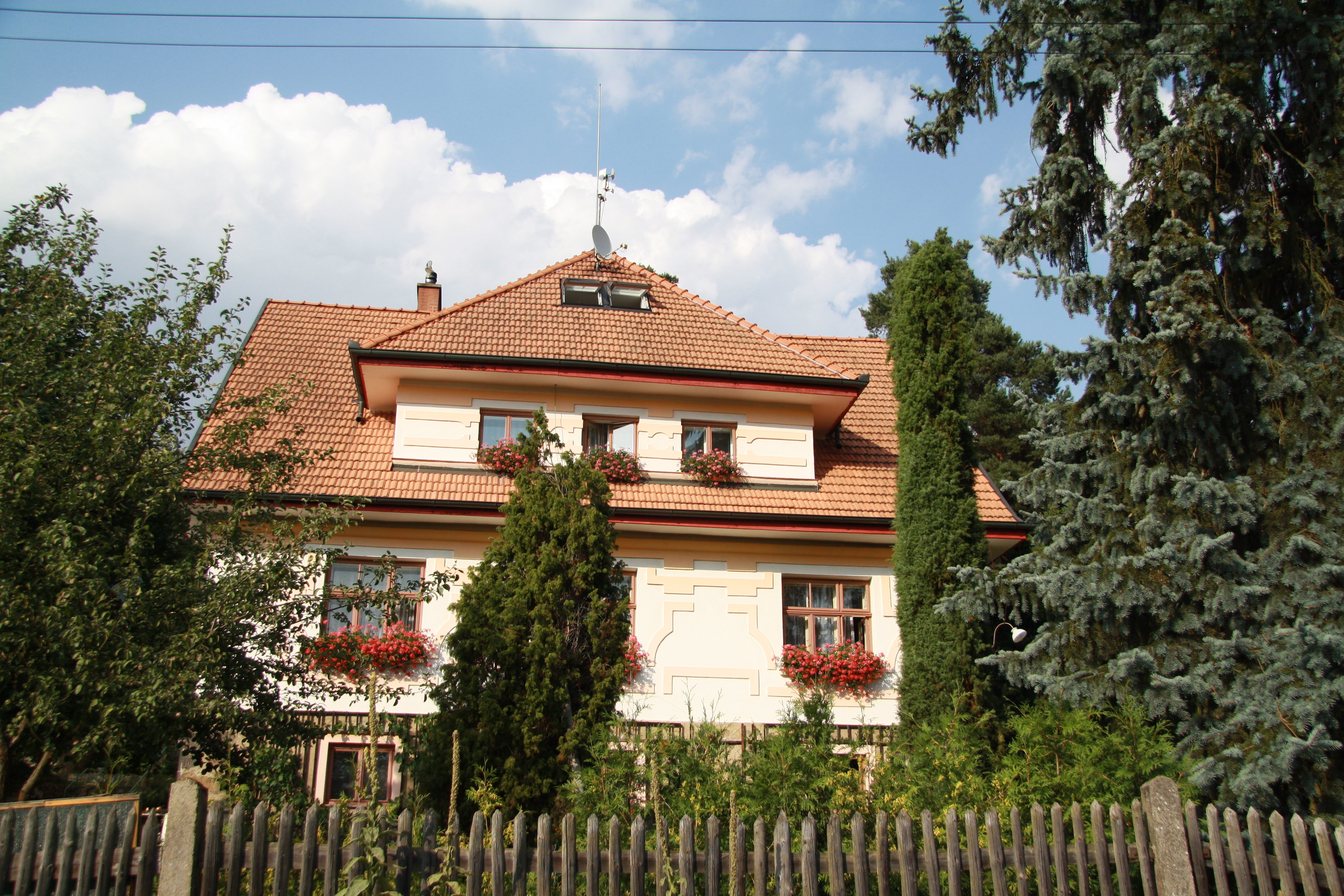
Demlova vila v Tasově

Text nemá jednotný děj. Jedná se spíše o shluk vyprávění o Demlově rodu. Úvodní kapitola je tvořena dopisem od Vilmy Blažkové, Demlovy sestry, v němž reaguje na Demlovu výzvu najít zápisník po jejich otci Jakubu Demlovi. Dozvídáme se, že s největší pravděpodobností otec po válce tento zápisník spálil. Právě tento zápisník chtěl Deml použít jako jeden ze zdrojů při psaní díla. V následujících kapitolách se Deml věnuje putování svého děda Jana Demla z Opatova u České Třebové do Křeptova, vesnice nedaleko Tasova. Dále pak prostřednictvím dialogů Demla s rodinnými příslušníky autor popisuje svého otce a jeho životní cestu. Jedním z důležitých bodů této cesty je vztah Demlova otce s knězem Františkem Florianem. Tento vztah nebyl pozitivní, protože byl Demlův otec obírán Florianem o peníze. Skrze tento příběh Deml autenticky popsal nedotknutelnost kněze, která byla pro 1. polovinu 20. století charakteristická. Děj je tedy velmi autentický a zachycuje každodenní život Demlovy rodiny.

## Přijetí díla

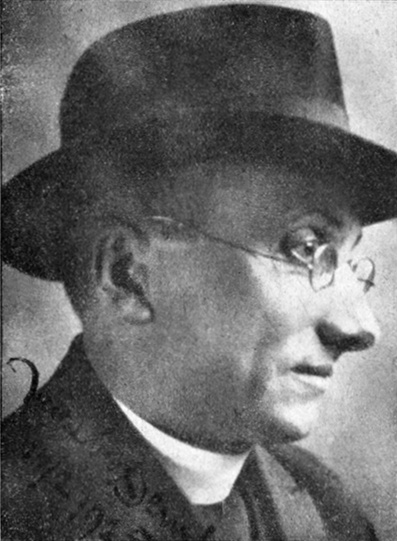
Jakub Deml

Dílo je považováno za důležitou ukázku Demlova spojení s rodným krajem a se svým rodem jako takovým. Bývá spojován do kontextu s dalšími dvěma prózami, které vyšly ve stejném roce, a to s dílem Tepna a s dílem Hlas mluví k slovu. Dohromady jsou tyto 3 prózy označovány jako tasovský triptych, který odráží Demlovo zaujetí Tasovem a rodným krajem. Vladimír Binar poukazuje na to, že „Mohyla je mýtem o rodu, Hlas mýtem o autorovi samém, Tepna pak mýtem o současnosti.“
Bohuslav Havránek vyzdvihl zejména jazykovou stránku textu. Dílo totiž obsahuje důležité reference o tasovském nářečí. To Havránek řadí do západního nářečí hanáckého. Díky textu se tak například můžeme seznámit s tasovskými názvy zboží: „Modřidlo, sirke, cukr, petrolín, peskořico, semenec, ledek, povidlí, floke, brabancpámel, podvlikačke, čertovy hovno, marijánkovy pleve, itrnice atd.“

## Motivy
Mohyla je dílem, které Deml napsal v období návratu do rodného Tasova, kterému předcházelo několikaleté putování a ním spojené nezakořenění. Návrat do Tasova tak pro Demla symbolizoval vytoužený klid a vyrovnanost. Tyto pocity se odráží i v motivech, které Deml volí. K rodné krajině odkazují motivy domova, rodu a tasovské krajiny. Kromě motivů spojených s návratem do Tasova se v díle nacházejí i motivy smrti, českého lidu, národa a putování.